# Suore di carità di San Carlo Borromeo (Grafschaft)
Le Suore di Carità di San Carlo Borromeo (in tedesco Barmherzige Schwestern vom Hl. Karl Borromäus) sono un istituto religioso femminile di diritto pontificio: le suore di questa congregazione pospongono al loro nome la sigla S.M.C.B.

## Storia
Le origini della congregazione risalgono alla provincia della Germania del nord della congregazione delle borromee di Trebnitz, eretta nel 1949 con casa provincializia e noviziato nell'antica abbazia benedettina di Grafschaft.

## Attività e diffusione
Le suore si dedicano all'educazione della gioventù e alle opere di carità.
Oltre che in Germania, la congregazione è attiva anche in Egitto, Israele e Romania; la sede generalizia è a Grafschaft.
Alla fine del 2015 l'istituto contava 139 religiose in 9 case.